# Kisangani
Kisangani (pronounciat kēsangä'nē) és una ciutat de la República Democràtica del Congo, tercera ciutat del país, capital de la província de Tshopo i abans de la província Oriental. Sota domini belga portava el nom de Stanleyville. Inicialment el nom de Boyoma (vila de l'Illa) li fou donat per estar a una illa del riu al costat de les cascades; els turons on està la ciutat localment s'anomenaven Singitini (o Singatini) i que en suahili van donar Kisangani, nom que va adoptar inicialment i anys després (1966) ja amb la independència (a vegades Kisangani Boyoma, el gentilici dels habitants és boyomesos). Aquestos dos noms volen dir "Ciutat de l'Illa" per l'illa del riu Congo que separa la població de les muntanyes. Les llengües habituals són el suahili i el lingala i la llengua oficial el francès. La personalitat més destacada de la ciutat fou el president màrtir Patrice Lumumba.

## Població
El 2009 tenia 682.599 habitants.
La seva evolució poblacional és la següent: 
- 1958: 121.726
- 1970: 216.526
- 1984: 317 581
- 1993: 406.249
- 2004: 682.599

## Clima
| Temperatures i precipitacions mitjanes de Kisangani   | Temperatures i precipitacions mitjanes de Kisangani | Temperatures i precipitacions mitjanes de Kisangani | Temperatures i precipitacions mitjanes de Kisangani | Temperatures i precipitacions mitjanes de Kisangani | Temperatures i precipitacions mitjanes de Kisangani | Temperatures i precipitacions mitjanes de Kisangani | Temperatures i precipitacions mitjanes de Kisangani | Temperatures i precipitacions mitjanes de Kisangani | Temperatures i precipitacions mitjanes de Kisangani | Temperatures i precipitacions mitjanes de Kisangani | Temperatures i precipitacions mitjanes de Kisangani | Temperatures i precipitacions mitjanes de Kisangani | Temperatures i precipitacions mitjanes de Kisangani |
| Mes                                                   | Gen                                                 | Feb                                                 | Mar                                                 | Abr                                                 | Mai                                                 | Jun                                                 | Jul                                                 | Ago                                                 | Set                                                 | Oct                                                 | Nov                                                 | Des                                                 | Any                                                 |
| ----------------------------------------------------- | --------------------------------------------------- | --------------------------------------------------- | --------------------------------------------------- | --------------------------------------------------- | --------------------------------------------------- | --------------------------------------------------- | --------------------------------------------------- | --------------------------------------------------- | --------------------------------------------------- | --------------------------------------------------- | --------------------------------------------------- | --------------------------------------------------- | --------------------------------------------------- |
| Record altes °C (°F)                                  | 36 (97)                                             | 36 (97)                                             | 36 (97)                                             | 35 (95)                                             | 34 (93)                                             | 34 (93)                                             | 33 (91)                                             | 33 (91)                                             | 34 (93)                                             | 34 (93)                                             | 35 (95)                                             | 35 (95)                                             | 36 (97)                                             |
| Mitjana més altes °C (°F)                             | 31 (88)                                             | 31 (88)                                             | 31 (88)                                             | 31 (88)                                             | 31 (88)                                             | 30 (86)                                             | 29 (84)                                             | 28 (82)                                             | 29 (84)                                             | 30 (86)                                             | 29 (84)                                             | 30 (86)                                             | 31 (88)                                             |
| Mitjana diària °C (°F)                                | 26 (79)                                             | 26 (79)                                             | 26 (79)                                             | 26 (79)                                             | 26 (79)                                             | 25.5 (78)                                           | 24 (75)                                             | 24 (75)                                             | 24.5 (76)                                           | 25 (77)                                             | 24.5 (76)                                           | 25 (77)                                             | 25,2 (77)                                           |
| Mitjana més baixes °C (°F)                            | 21 (70)                                             | 21 (70)                                             | 21 (70)                                             | 21 (70)                                             | 21 (70)                                             | 21 (70)                                             | 19 (66)                                             | 20 (68)                                             | 20 (68)                                             | 20 (68)                                             | 20 (68)                                             | 20 (68)                                             | 19 (66)                                             |
| Record baixes °C (°F)                                 | 17 (63)                                             | 18 (64)                                             | 17 (63)                                             | 18 (64)                                             | 18 (64)                                             | 18 (64)                                             | 17 (63)                                             | 17 (63)                                             | 17 (63)                                             | 18 (64)                                             | 18 (64)                                             | 16 (61)                                             | 16 (61)                                             |
| Precipitació mm (inches)                              | 53 (2.09)                                           | 84 (3.31)                                           | 178 (7.01)                                          | 158 (6.22)                                          | 137 (5.39)                                          | 114 (4.49)                                          | 132 (5.2)                                           | 165 (6.5)                                           | 183 (7.2)                                           | 218 (8.58)                                          | 198 (7.8)                                           | 84 (3.31)                                           | 1.620 (63,78)                                       |
| Font: BBC Weather Centre Kisangani 3 de gener de 2010 |                                                     |                                                     |                                                     |                                                     |                                                     |                                                     |                                                     |                                                     |                                                     |                                                     |                                                     |                                                     |                                                     |

## Història
El 1877 Henry Morton Stanley va visitar les cascades Wagenia (rebatejades "Stanley") i va estar al lloc de la futura ciutat, on va acampar unes setmanes per reposar. El 1882 hi van arribar uns comerciants d'esclaus (uns 1500), generalment esmentats com àrabs però en realitat procedents de Zanzíbar i bantus locals encara que islamitzats, dirigits per Hamed Muhammad al-Murjebi, conegut com a Tippu Tip, que van fundar un establiment a la costa nord d'una illa del riu, en una fractura anomenada Abibu, i li van dir Kisangani que vol dir "Banc d'arena" en suahili. El 1883 Stanley hi va tornar amb instruccions de Leopold II, per fundar una estació administrativa que fou anomenada (desembre de 1883) Estació de les Cascades Stanley (Stanley Falls, Chutes de Stanley o Les Cascades, The Falls, Les Chutes o "Boyoma" un nom nadiu d'unes cascades del grup) quedant situada a la riba dreta del riu Congo al costat de la moderna ciutat (que queda al sud). Hi va deixar a l'enginyer escocès Binnie per negociar amb els natius relacions comercials i com a representant de l'Estat Independent del Congo.
Les relacions entre l'estat del Congo i aquestos esclavistes (que s'havien estes a la riba esquerra del riu on van establir la vila de Kisingitini (en suahili "Sobre el sòl") es van deteriorar aviat i després d'uns enfrontaments el 1887, l'estació fou abandonada. El 1888 l'estat independent nomenava a Tippu Tip, el cap dels esclavistes zanzibarians, com a wali (governador) del districte anomenat Stanley Falls (Chutes de Stanley). El 1890 el nebot de Tippu Tip, Rashid ibn Muhammed, va ocupar el càrrec de wali. En la guerra contra els suahilis musulmans de juny de 1892 l'Estat Independent del Congo va assegurar el domini sobre l'estació. El 15 de juliol de 1898 Stanleyville esdevenia la capital de l'anomenada província Oriental. Els musulmans anomenaven a la seva comunitat com waungwana (homes lliures) i a la seva llengua el kiungwana (un dialecte del suahili)
Poques coses van passar durant el període colonial. Foren aquestos musulmans l'embrió del Moviment Nacional Congolès el primer partit nacionalista (i d'esquerres) de la colònia. El mateix cap, Patrice Lumumba, era un tetela, una de les principals tribus de les quals havien sorgit els primers habitants islamitzats de Kisangani. L'estatut de ciutat li fou concedit per l'orde nº 12/357 de 6 de setembre de 1958. En aquest moment ja era la plaça forta de Patrice Lumumba com a cap del Moviment Nacional Congolès. El Congo Belga fou independent el 1960. Assassinat Lumumba el 1961, el seu col·laborador, Antoine Gizenga, va establir a la província Oriental, Kivu i parts de Kasai (nord-est) i de Katanga (extrem nord) un govern oposat al de Leopoldville (Kinshasa), amb seu a Stanleyville, però el 1962 Gizenga va acceptar entrar al govern d'unitat i fou traïdorament detingut i executat.
El 1964 la ciutat era ocupada pels simbes (simba = lleó), guerrillers rebels de la província oriental ben organitzats que van establir un govern de la República del Congo. Moise Tshombe, antic cap secessionista de Katanga, ara cap de govern central del Congo, amb els seus antics gendarmes i mercenaris va iniciar la lluita contra els simbes. Els mercenaris van aconseguir progressos, i els simbes, amenaçats, van agafar uns 1.500 ostatges entre la població europea que foren portats a un hotel. Es va negociar durant 111 dies i mentre es va organitzar l'operació Dragon rouge portada a terme per soldats americans i belgues (1r regiment paracomando de l'exèrcit belga) i per mercenaris (amb el famós "Boig" Mike Hoare) sota el comandament del coronel Frederic Vandewalle; una part dels ostatges va morir (uns 60) i la resta fou evacuada. Els mercenaris van ocupar Stanleyville. El 1966 fou rebatejada Kisangani.
El 1966 i 1967 fou escenari de dos motins dels mercenaris davant les notícies del que passava amb el seu antic patró Moise Tshombe. El primer fou sufocat amb certa facilitat per belgues i americans però el segon (1967) dirigit pel belga Jean Schramme, va durar quatre mesos fins que els mercenaris van travessar la frontera amb Ruanda i es van rendir a les autoritats d'aquest país.
Quan es va iniciar la política de "zairianització" després del 1971, es van canviar nombrosos nom. Així el 27 d'octubre de 1977 les cascades Stanley es van passar a dir Wagenia, i les quatre municipalitats que conformaven Kisangani van adoptar també noms nadius: Bèlgica I va passar a ser Mangobo et Tshopo, Bèlgica II va passar a ser Lubunga, Bruxel·les es va rebatejar Kabondo, i Stanley va prendre el nom de Makiso.
El 1996 els banyamulenge, tutsis que vivien al Congo, foren privats de drets i es van revoltar; poc després Laurent Kabila, antic col·laborador de Lubumba, es posava al seu front, i amb el suport d'Uganda, Ruanda i Burundi, va envair el país per l'orient i el 1997 ocupava Kisangani. El maig el president Mobutu Sese Seko va fugir i poc després Kabila va entrar a la capital Kinshasa el dia 20. Havien lluitat amb Kabila nombroses forces militars de Ruanda (19.000) i ugandeses (15.000) que foren establertes a Kisangani. Els ruandesos van utilitzar la base de Kisangani per combatre els hutus que havien fugit de Ruanda després de les massacres de tutsis, però entre els afectats hi havia també hutus congolesos i la població no hi estava d'acord. Kabila va haver de combatre els seus antics aliats i els va ordenar sortir de Kisangani.
Els banyamulenges i els opositors a Kabila, amb suport de Ruanda i Uganda es van revoltar i es va produir la segona guerra del Congo. Kabila fou salvat per la intervenció de forces de Zimbabwe, Angola, Namíbia i Txad. Les capitals rebels foren Kisangani i Goma.
La coalició entre ugandesos i ruandesos es va trencar el 1999 i es va lliurar la guerra dels tres dies amb intercanvi de trets entre forces dels dos estats a Kisangani (15 a 17 d'agost de 1999). El Rassemblement congolais pour la Démocratie es va dividir en dues faccions: una a Kisangani prougandesa i una altra a Goma proruandesa. Els combats pel control de Kisangani al novembre del 1999 van portar a la destrucció d'un quart de la ciutat incloent la Catedral del Rosari de Nostra Senyora. La ciutat fou saquejada. Uganda fou condemnada després (2005) per aquestos fets per la Cort Internacional de Justícia però no s'han produït detencions. La facció de Goma va aconseguir el control posteriorment i el tenia el 2003 quan es va signar la pau. El 2006 va quedar sota administració d'un govern dirigit pel Partit Popular per la Reconstrucció i la Democràcia (Parti du Peuple pour la Reconstruction et la Démocratie PPRD) del president Joseph Kabila.

## Nota
1. ↑  «Average conditions, Kisangani». Arxivat de l'original el 2010-09-06. [Consulta: 20 agost 2010].
2. ↑  Avui dia són unes decenes de milers però bastant influents